# Операция «Сорок Звёзд»
Операция «Сорок Звёзд» (перс. عملیات چلچراغ‎, араб. عملية الثريا‎, середина 1988) — иранская военная операция, последнее крупное танковое сражение ирано-иракской войны.

## Ход боя
В ходе боя 18 июня иранскими повстанцами (Организация моджахедов иранского народа), использовавшими в том числе тяжёлую бронетехнику (танки Т-55 и БМП-1), при поддержке иракской авиации был захвачен город Мехран. В ходе боёв были разгромлены две дивизии армии Ирана. Трофеями проиракской стороны стала бронетехника и вооружение, преимущественно западного производства, на сумму почти 2 миллиарда долларов.
Иран в ходе операции задействовал только вертолётную авиацию: 6 AH-1J, 7 Bell-214A и 2 AB.206B. В ходе операции ими было десантировано 500 солдат и эвакуировано 60 раненых. 19 июня в районе Мехрана во время разведывательной миссии из ПЗРК Стрела-2 был сбит иранский вертолёт AB.206B. Погиб весь экипаж, капитан Хусейн Пашай, лейтенант Сафар-Али Камкар и один солдат из 16-й танковой бригады.

## Трофеи
МЕК была проведена выставка трофейного иранского оружия. На ней были:
- 54 танка (в том числе 38 «Чифтен» и 14 «Скорпион»).
- 13 САУ M109.
- 48 бронетранспортёров M113.
- 8 130-мм буксируемых артиллерийских орудий.
- Десятки миномётов
- 3 самоходных зенитных установки.
- 18 стационарных зенитных установок.
- 25 джипов M151 со 106-мм безоткатным орудием М40.
- 252 РПГ.

```
*Установки 
РСЗО
.
```

- Управляемые ракеты HAWK, TOW, Dragon, «Малютка» и Стрела-2.
- 817 автоматов.
- 339 пистолетов Colt M1911.
- Множество джипов Toyota Land Cruiser
- 3 станции автомобильной связи израильского производства.
- 680 полевых телефонов и 59 многоканальных устройств.
- 222 PRC, 108 VRC, 29 GRC, 3 радиостанции UHF-AM и 102 портативных трансивера PRC.

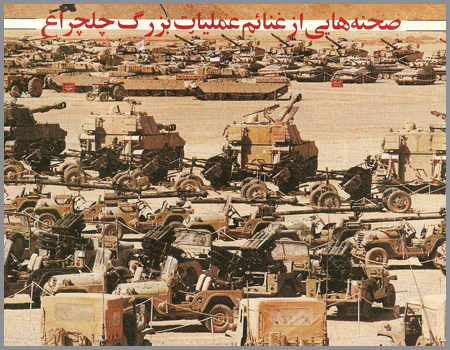
Построение захваченной иранской бронетехники

- Приборы ночного видения[2][3].